# Egyptiska representanthuset
Representanthuset (arabiska: مجلس النواب) är underhuset i Arabrepubliken Egyptens tvåkammarparlament. Egyptiska parlamentets första kammare (överhuset) kallas Shurarådet. För närvarande[när?] är underhuset upplöst och nya val planeras att hållas år 2014.[uppföljning saknas]

## Historia
Egyptens representanthus inrättades efter att landets nya författning trädde i kraft i december 2012 och ersatte Folkförsamlingen som underhus. Det sista valet till Folkförsamlingen under Hosni Mubaraks styre hölls i november 2010 och Nationaldemokratiska partiet vann 81% av rösterna medan partimedlemmar som ställde upp som oberoende kandidater vann ytterligare 10%. Val till Folkförsamlingen hölls i blandade valkretsar och var ett arv från Nassers socialistiska lagar med kvoter för kvinnliga kandidater på partilistor och kvoter för arbetare och bönder i valkretsar med majoritetsvalsystem. Enligt 1971 års författning hade statschefen rätt att personligen utse 10 av ledamöterna. 
Efter 2011 års egyptiska revolution hölls nya parlamentsval mellan november 2011 och januari 2012 till Folkförsamlingen där tidigare maktlösa grupper och partier fick stort inflytande. De 10 ledamöter som utsågs av De väpnade styrkornas högsta råd, som förvaltade statschefsämbetet 2011-2012, satt kvar då 1971 års författning då fortfarande gällde. 14 juni ogiltigförklarade dock Egyptens högsta författningsdomstol en tredjedel av kammarens nyvalda mandat och Folkförsamlingen löstes upp. Detta resulterade i en konflikt mellan domstolen och demonstranter, Muslimska brödraskapet m.fl. Landets nye president Muhammad Mursi återinsatte 8 juli 2012 Folkförsamlingen. Två dagar senare ogiltigförklarade Högsta författningsdomstolen president Mursis order och kammaren upplöstes återigen. 22 september 2012 underströks Högsta författningsdomstolens dom då även Egyptens högsta förvaltningsdomstol menade att underhuset skulle förbli upplöst på grund av felaktigt förfarande i det senaste parlamentsvalet.

## Struktur och befogenheter
Representanthuset har 508 mandat. Kammarens exakta utformning och befogenheter är oklara och Högsta författningsdomstolen har på uppdrag av militären övertagit parlamentets befogenheter. 2012 års författning upphävdes efter statskuppen 3 juli 2013.